# Saïd Business School
La Saïd Business School es la escuela de negocios de la Universidad de Oxford, localizada en Oxford, Inglaterra. Ofrece cursos en finanzas y gestión empresarial, incluyendo tanto el MBA (Master in Business Administration), doctorado, como otros cursos dirigidos a ejecutivos
El ranking de 2013 de la revista Forbes clasifica al programa como el sexto mejor programa europeo Forbes European MBA Ranking 2013, Forbes Magazine, mientras que el informe de 2014 de QS Global 200 Business Schools califica al MBA de Saïd como el cinco mejor programa europeo.